# Bauyrżan Bajtana
Bauyrżan Nurłanuły Bajtana (kaz. Бауыржан Нұрланұлы Байтана, ur. 6 czerwca 1992) – kazachski piłkarz grający na pozycji pomocnika, reprezentant kraju.

## Kariera piłkarska

### Kariera klubowa
Bajtana rozpoczął karierę w FK Tarazie. Występował także w FK Atyrau, Sungkarze Kaskeleng, Tobyle Kostanaj, Kajracie Ałmaty, a obecnie gra w FK Aktöbe.

### Kariera reprezentacyjna
W reprezentacji Kazachstanu zadebiutował 12 sierpnia 2014 roku w meczu towarzyskim przeciwko Tadżykistanowi. Było to jego jedyne spotkanie.
| Mecze i gole w reprezentacji | Mecze i gole w reprezentacji | Mecze i gole w reprezentacji | Mecze i gole w reprezentacji | Mecze i gole w reprezentacji | Mecze i gole w reprezentacji | Mecze i gole w reprezentacji |
| Kazachstan                   | Kazachstan                   | Kazachstan                   | Kazachstan                   | Kazachstan                   | Kazachstan                   | Kazachstan                   |
| Lp.                          | Data                         | Miasto                       | Przeciwnik                   | Gol                          | Wynik                        | Rozgrywki                    |
| ---------------------------- | ---------------------------- | ---------------------------- | ---------------------------- | ---------------------------- | ---------------------------- | ---------------------------- |
| 1.                           | 12.08.2014                   | Ałmaty                       | Tadżykistan                  |                              | 2:1                          | towarzyski                   |